# Melissa Berton
Melissa Berton (* 3. Juli 1967) ist eine US-amerikanische Lehrerin und Filmproduzentin.
Melissa Berton arbeitet als Englischlehrerin in North Hollywood (Los Angeles) an der Oakwood Secondary School, einer High School. Sie führte mit Schülerinnen ein Projekt durch und produzierte projektbegleitend mit den Schülern den Kurz-Dokumentarfilm Period. End of Sentence. Für den Film erhielt sie gemeinsam mit Regisseurin Rayka Zehtabchi den  Oscar 2019  in der Kategorie Bester Dokumentar-Kurzfilm.